# Bala Mahalleh-ye Gildeh
Bala Mahalleh-ye Gildeh (em persa: بالامحله گيلده, também romanizada como Bālā Maḩalleh-ye Gīldeh; também conhecida como Gīldeh) é uma aldeia do distrito rural de Dehgah, situada no condado de Astaneh-ye Ashrafiyeh, na província de Gilan, no Irã. Segundo o censo de 2006, sua população era de 425, em 141 famílias.